# Gabriel Poudiougou
Gabriel Poudiougou, né le 1er janvier 1955 à Dana, est un général malien.

## Biographie

### Formation
Il naît à Dana, dans le cercle de Koro le 1er janvier 1955. Il sort de l'EMIA de Kati comme sous-lieutenant en 1978. Il est notamment chef d'arrondissement (civil) de Tessalit de 1986 à 1988 alors qu'il est capitaine. Longtemps en poste à Kidal, il combat les rébellions touarègues d'Ibrahim ag Bahanga, recevant la croix de la valeur militaire en 1991. Formé en URSS et en France, il est commandant de la garde nationale du Mali de 1994 à 2001.

### Chef d'état-major
Il est nommé chef d'état-major général des armées du Mali le 5 juin 2008. Fidèle du président Amadou Toumani Touré (ATT), il est nommé général de brigade en  juin 2008. Lors de la rébellion touarègue de 2007-2009, il dirige les opérations contre Bahanga, utilisant les ETIA, des task forces interarmes regroupant une centaine d'homme et intégrant notamment les milices arabes et touarègues des colonels Gamou et Meydou. Il est par la suite nommé général de division à compter du 1er octobre 2010.

### Rébellion de 2012
Pendant la rébellion touarègue de 2012, il déplace son QG à Gao après l'attaque de Ménaka pour être au plus près des combats mais est rappelé à Bamako le 30 janvier 2012. Il se rend au camp de Kati lorsque les soldats se mutinent le 21 mars 2012 contre leur envoi au Nord mais la situation se dégrade et un les mutins renversent le président ATT le lendemain. Le général Ibrahima Dahirou Dembélé devient chef d'état-major général le 28 mars.

### Depuis 2012
Le général Poudiougou est nommé président de la commission d'intégration, à la suite des accords d'Alger entre les rebelles touaregs et l'État malien.

## Opinions
Le journal malien Le Pays écrit que le général Poudiougou aurait détourné, quand il était chef d'état-major, un million de francs CFA pour son budget de fonctionnement en plus des 15 millions de francs prévus. Au contraire, l'Inter de Bamako rappelle qu'il n'hésitait jamais à se déplacer auprès des combattants dès que la situation le nécessitait.